# 80s80s

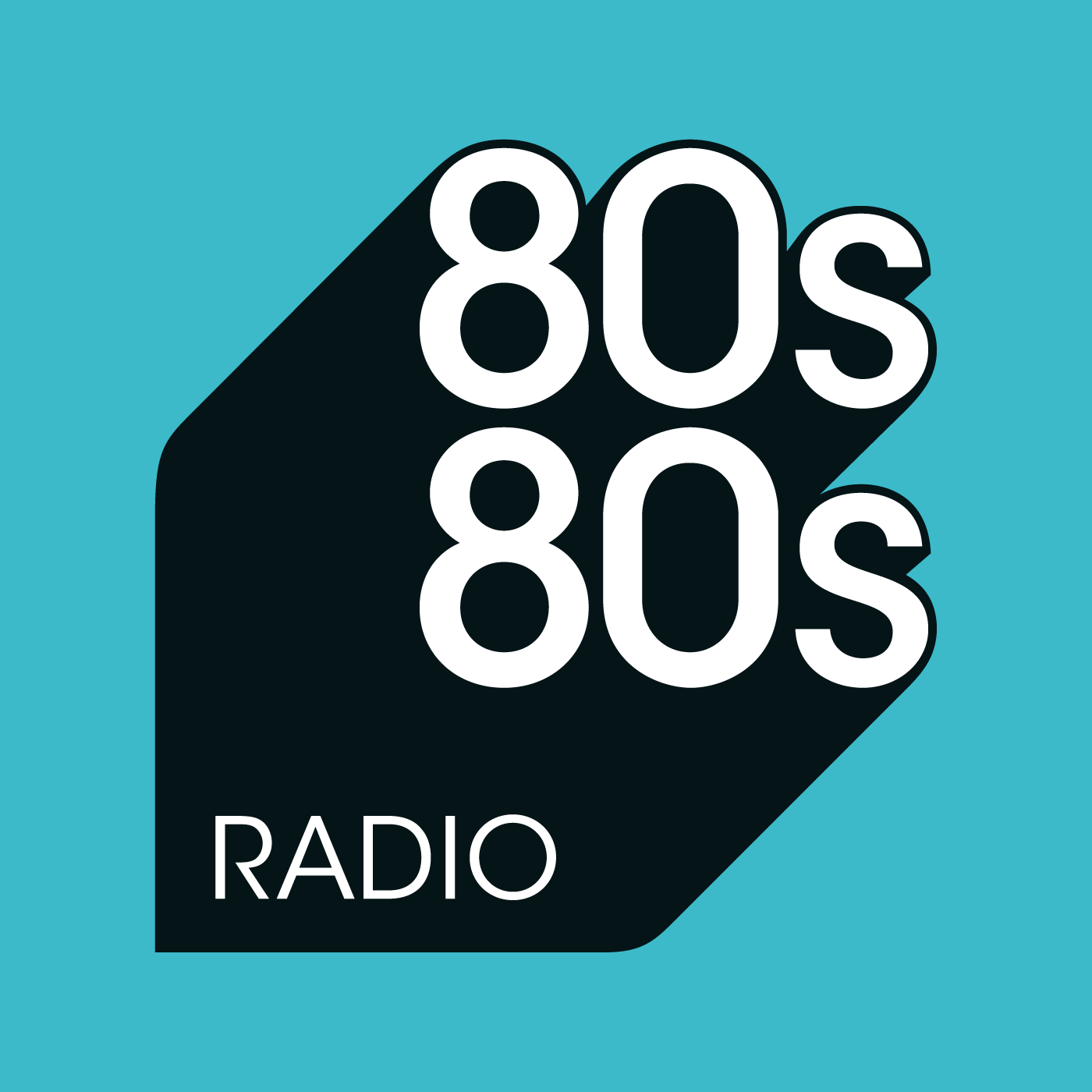
Alternatives Logo

80s80s Radio ist ein privates Hörfunkprogramm der Antenne Mecklenburg-Vorpommern GmbH & Co. KG. Es versteht sich als Spartenprogramm mit Fokus auf Musik, Stars und Lebensgefühl aus den Jahren 1980 bis 1989. Die medienrechtliche Zulassung wurde im Januar 2021 durch die Medienanstalt Mecklenburg-Vorpommern erteilt. Bis zu diesem Zeitpunkt wurde 80s80s, seit seinem Bestehen im Jahr 2015, als Programm der Regiocast-Gruppe realisiert. Der Wechsel erfolgte nach der Aufschaltung des Programms auf den nationalen DAB+MUX 2 im November 2020. Zuvor war das Programm bei der Medienanstalt Hamburg/Schleswig-Holstein lizenziert. Der regionale Ableger für Mecklenburg-Vorpommern ist seit dem 26. Mai 2021 80s80s MV, Schwestersender ist 90s90s.

## Programm
80s80s spricht mit seinem terrestrisch empfangbaren Hauptprogramm Real 80s Radio Hörer an, die die 1980er Jahre selbst erlebt haben. Gespielt wird unter anderem Musik von Depeche Mode, The Cure, The Police, Violent Femmes und Anne Clark oder auch Michael Jackson und Eurythmics. Neben Nachrichten, Service und Veranstaltungstipps für die unterschiedlichen regionalen Fenster des Programms (aktuell: Hamburg, Mecklenburg-Vorpommern und national) bilden vor allem redaktionelle Rubriken rund um das Thema Musik den Kern des Programms. In Let’s talk about Music reflektieren Künstler wie Adel Tawil, Peter Heppner, Lotto King Karl, Max Mutzke, Jimmy Somerville, Marian Gold von Alphaville oder Spandau Ballet über ihre Lieblingssongs. In der täglich ausgestrahlten Rubrik Starnews werden die aktuellen Meldungen über 1980er-Jahre-Stars in einem eigenen Nachrichtenformat aufbereitet, dass auch als Audio-On-Demand-Angebot verfügbar ist. Das Programm wird durch eine auf Userabstimmung basierende, wöchentliche Chartshow (80s80s Countdown) ergänzt.
80s80s betreibt außerdem Webradio-Kanäle mit spezieller musikalischer Ausrichtung. 80s80s NDW spielt die Hits der Neuen deutschen Welle, 80s80s Depeche Mode widmet sich dem Gesamtwerk von Depeche Mode. Eigene tagesaktuelle Depeche-Mode–Nachrichten ergänzen das redaktionelle Angebot. 80s80s David Bowie und 80s80s Prince bereiten das musikalische Werk der jeweiligen Künstler auch redaktionell auf. 80s80s spielt Balladen der 1980er. Die Apps sind für Android und iOS verfügbar. Für die App werden die AAC+-Streams mit 64 kBit/s verwendet. 
Die Webseite des Senders bietet neben dem gesamten Streamingangebot aller 80s80s-Sender noch ein umfassendes Songarchiv („Hit-Story“). Hier werden jeweils nach Erscheinungsjahr Hits aus den Jahren 1980 bis 1989 aufgelistet, zusammen mit Informationen zu der Entstehungsgeschichte der Songs.
Am 16. November 2020 wurde bekannt, dass im Dezember 2020 80s80s im Mux der Antenne Deutschland starten soll. Bereits am 30. November 2020 wurde 80s80s vorfristig im Mux der Antenne Deutschland aufgeschaltet. Im Juni 2021 startete die Show P.I.M. (Peter Illmann Morgen). Moderator wurde Peter Illmann, der ab 1983 die TV-Show Formel Eins präsentierte.

## 80s80s Original Podcast
Seit 2021 produziert 80s80s auch Podcasts. Die erste Staffel unter dem Namen „The Story/Depeche Mode“ beleuchtet die Meilensteine der Band Depeche Mode. Gemeinsam mit Experten, Wegbegleitern und Fans werden 40 Jahre Bandgeschichte in mehreren Folgen aufgearbeitet. Mit dabei sind Daniel Miller, der Entdecker und langjährige Manager der Band, Formel-Eins-Moderator Peter Illmann, die deutsche Musikerin Gudrun Gut, Gareth Jones, der die großen 80er-Alben von Depeche Mode produzierte, die Ex-Freundin von Vince Clarke, Deb Danahay und Gerald Ponesky, einer der Organisatoren des einzigen DDR-Konzerts der Band.

## 80s80s Mecklenburg-Vorpommern
Hervorgegangen aus Antenne MV, gibt es seit dem 26. Mai 2021 eine eigene Version für Mecklenburg-Vorpommern von 80s80s über UKW zu empfangen. Diese unterscheidet sich lediglich durch regionale Informationen wie Nachrichten, Wetter und Verkehrsservice. Die Programmstruktur ist identisch mit der bundesweiten Version. Einige Moderatoren, die zuvor für Antenne MV moderierten, sind auch weiterhin auf 80s80s zu hören.

## Empfang

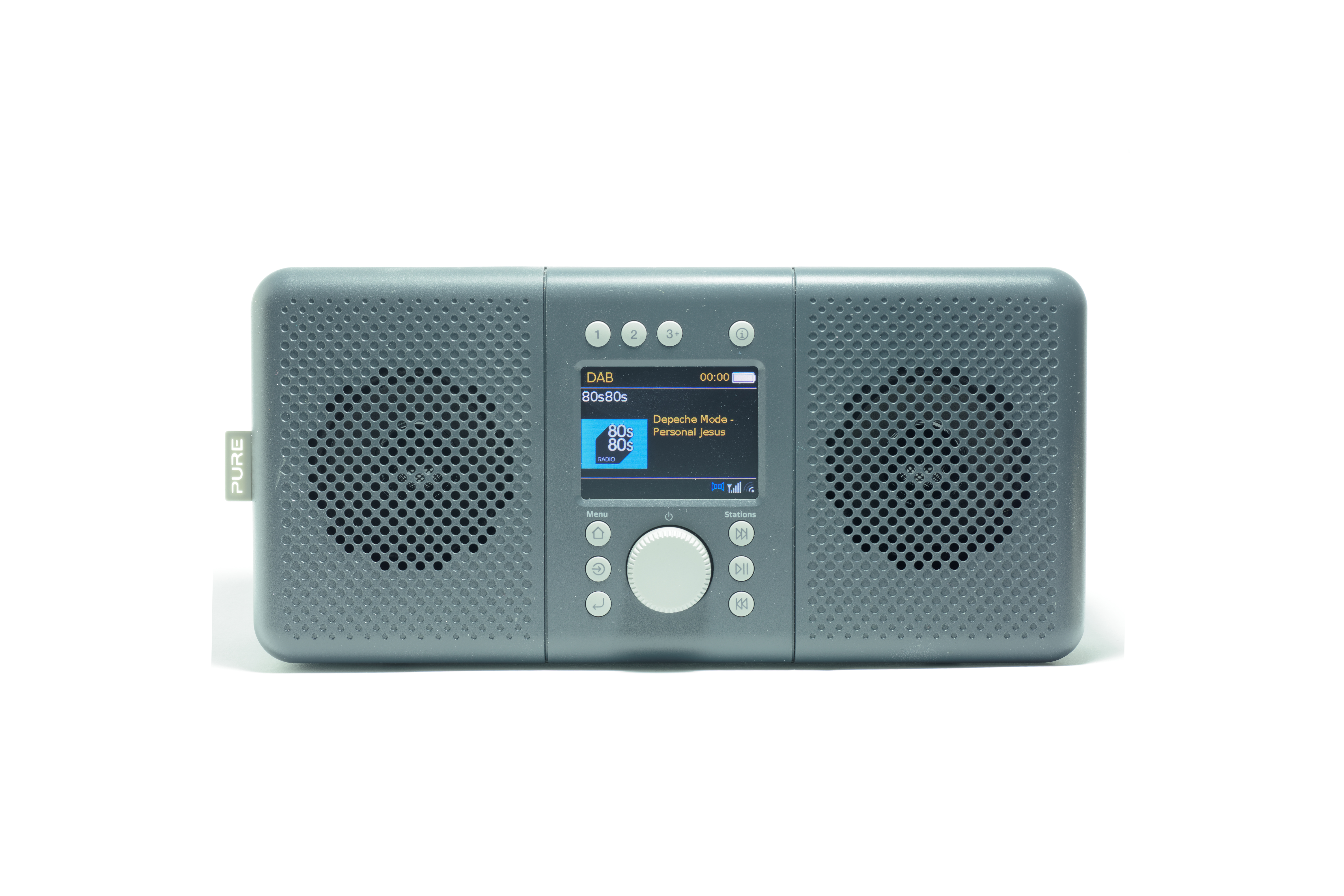
80s80s auf DAB+

80s80s ist mit seinen Angeboten seit 2015 im Netz zu empfangen. Seit dem 1. Dezember 2020 wird das Programm auch über den zweiten bundesweiten DAB+-Multiplex übertragen. Zusätzlich ist 80s80s deutschlandweit auch in den digitalen Kabelnetzen von Vodafone empfangbar.